# Impact Wrestling Slammiversary
Slammiversary – cykl gal wrestlingu, organizowanych corocznie w czerwcu, produkowanych przez amerykańską federację Impact Wrestling (wcześniej Total Nonstop Action Wrestling (TNA)) i nadawanych na żywo w systemie pay-per-view.
Nazwa wydarzenia nawiązuje do rocznicy pierwszej gali TNA, NWA-TNA Weekly PPV, która miała miejsce 19 czerwca 2002 roku. Charakterystycznym rodzajem walki dla Slammiversary jest King of the Mountain match.

## Przewodnie typy walk

### King of the Mountain match
King of the Mountain match to specjalna odmiana Ladder matchu, w której występuje pięciu zawodników. Zwycięzcą uznaje się tego, kto umieści pas mistrzowski na haku umieszczonym nad ringiem. Mecz zadebiutował 2 czerwca 2004 roku, podczas dziewięćdziesiątej siódmej odsłony NWA-TNA Weekly PPV, w Nashville w stanie Tennessee. King of the Mountain match rozegrano dotychczas na sześciu galach Slammiversary, w 2009 roku dwukrotnie.

## Lista gal
| Gala                 | Data            | Miasto                   | Arena                           | Walka wieczoru | Źródło |
| -------------------- | --------------- | ------------------------ | ------------------------------- | --- | ------ |
| Slammiversary (2005) | 19 czerwca 2005 | Orlando, Floryda         | Impact Zone                     | A.J. Styles (c) vs. Abyss vs. Monty Brown vs. Raven vs. Sean Waltman King of the Mountain match o NWA World Heavyweight Championship                    | [ 3 ]  |
| Slammiversary (2006) | 18 czerwca 2006 | Orlando, Floryda         | Impact Zone                     | Christian Cage (c) vs. Abyss vs. Jeff Jarrett vs. Ron Killings vs. Sting King of the Mountain match o NWA World Heavyweight Championship                | [ 4 ]  |
| Slammiversary (2007) | 17 czerwca 2007 | Nashville, Tennessee     | Nashville Municipal Auditorium  | A.J. Styles vs. Chris Harris vs. Christian Cage vs. Kurt Angle vs. Samoa Joe King of the Mountain match o zawieszone TNA World Heavyweight Championship | [ 5 ]  |
| Slammiversary (2008) | 8 czerwca 2008  | Southaven, Missisipi     | DeSoto Civic Center             | Samoa Joe (c) vs. Booker T vs. Christian Cage vs. Rhino vs. Robert Roode King of the Mountain match o TNA World Heavyweight Championship                | [ 6 ]  |
| Slammiversary (2009) | 21 czerwca 2009 | Auburn Hills, Michigan   | The Palace of Auburn Hills      | Mick Foley (c) vs. A.J. Styles vs. Jeff Jarrett vs. Kurt Angle vs Samoa Joe King of the Mountain match o TNA World Heavyweight Championship             | [ 7 ]  |
| Slammiversary VIII   | 13 czerwca 2010 | Orlando, Floryda         | Impact Zone                     | Rob Van Dam (c) vs. Sting Singles match o TNA World Heavyweight Championship                                                                            | [ 8 ]  |
| Slammiversary IX     | 12 czerwca 2011 | Orlando, Floryda         | Impact Zone                     | Kurt Angle vs. Jeff Jarrett Singles match o miano pretendenckie do TNA World Heavyweight Championship oraz złoty medal olimpijski Angle'a               | [ 9 ]  |
| Slammiversary 10     | 10 czerwca 2012 | Arlington, Teksas        | College Park Center             | Bobby Roode (c) vs. Sting Singles match o TNA World Heavyweight Championship                                                                            | [ 10 ] |
| Slammiversary XI     | 2 czerwca 2013  | Boston, Massachusetts    | Agganis Arena                   | Bully Ray (c) vs. Sting No Holds Barred match o TNA World Heavyweight Championship                                                                      | [ 11 ] |
| Slammiversary XII    | 15 czerwca 2014 | Arlington, Teksas        | College Park Center             | Eric Young (c) vs. Lashley vs. Austin Aries Three-qay Steel Cage match o TNA World Heavyweight Championship                                             | [ 12 ] |
| Slammiversary (2015) | 28 czerwca 2015 | Orlando, Floryda         | Impact Zone                     | Jeff Jarrett vs. Eric Young vs. Matt Hardy vs. Bobby Roode vs. Drew Galloway King of the Mountain match o TNA King of the Mountain Championship         | [ 13 ] |
| Slammiversary (2016) | 12 czerwca 2016 | Orlando, Floryda         | Impact Zone                     | Drew Galloway (c) vs. Lashley Tap Out or Knockout match o TNA World Heavyweight Championship                                                            | [ 14 ] |
| Slammiversary XV     | 2 czerwca 2017  | Orlando, Floryda         | Impact Zone                     | Lashley (Impact Wrestling World Heavyweight Champion) vs. Alberto El Patrón (GFW Global Champion) Winner Takes All match                                | [ 15 ] |
| Slammiversary XVI    | 22 lipca 2018   | Toronto, Ontario, Kanada | The Rebel Entertainment Complex | Austin Aries (c) vs. Moose Singles match o Impact World Championship                                                                                    | [ 16 ] |
| Slammiversary XVII   | 7 lipca 2019    | Dallas, Teksas           | Gilley’s Dallas                 | Sami Callihan vs. Tessa Blanchard Intergender match | [ 17 ] |
| Slammiversary (2020) | 18 lipca 2020   | Nashville, Tennessee     | Skyway Studios                  | Eddie Edwards vs. Ace Austin vs. Trey vs. Rich Swann vs. Eric Young Five-way elimination match o zwakowany Impact World Championship                    | [ 18 ] |
| Slammiversary (2021) | 17 lipca 2021   | Nashville, Tennessee     | Skyway Studios                  | Kenny Omega (c) vs. Sami Callihan Singles match o Impact World Championship                                                                             | [ 19 ] |
| Slammiversary (2022) | 19 czerwca 2022 | Nashville, Tennessee     | Nashville Fairgrounds           | Josh Alexander (c) vs. Eric Young Singles match o Impact World Championship                                                                             | [ 20 ] |
| Slammiversary (2023) | 15 lipca 2023   | Windsor, Ontario, Kanada | St. Clair College               | Alex Shelley (c) vs. Nick Aldis Singles match o Impact World Championship                                                                               | [ 21 ] |
| Slammiversary (2024) | 20 lipca 2024   | Montreal, Quebec, Kanada | Verdun Auditorium               | Moose (c) vs. Josh Alexander vs. Steve Maclin vs. Nic Nemeth vs. Frankie Kazarian vs. Joe Hendry Six-way elimination match o TNA World Championship     | [ 22 ] |
| Slammiversary (2025) | 20 lipca 2025   | Elmont, Nowy Jork        | UBS Arena                       | Trick Williams (c) vs. Joe Hendry vs. Mike Santana Three-way match o TNA World Championship                                                             | [ 23 ] |

## Wyniki

### VIII
Slammiversary VIII – gala wrestlingu wyprodukowana przez Total Nonstop Action Wrestling (TNA). Odbyła się 13 czerwca 2010 w Impact Zone w Orlando na Florydzie. Była to szósta gala z cyklu Slammiversary oraz szóste wydarzenie pay-per-view TNA w 2010 roku.
Karta wydarzenia obejmowała dziewięć walk.
| Nr                                 | Wyniki                                                                               | Stypulacje                                                 | Czas  |
| ---------------------------------- | ------------------------------------------------------------------------------------ | ---------------------------------------------------------- | ----- |
| 1                                  | Kurt Angle pokonał Kazariana                                                         | Singles match                                              | 14:15 |
| 2                                  | Douglas Williams (c) pokonał Briana Kendricka                                        | Singles match o TNA X Division Championship                | 9:33  |
| 3                                  | Madison Rayne (c) pokonała Roxxi                                                     | Title vs. Career match o TNA Women's Knockout Championship | 4:42  |
| 4                                  | Jesse Neal pokonał Brother Raya                                                      | Singles match                                              | 5:51  |
| 5                                  | Matt Morgan pokonał Hernandeza przez dyskwalifikację                                 | Singles match                                              | 5:18  |
| 6                                  | Abyss pokonał Desmonda Wolfe’a (z Chelsea)                                           | Monster's Ball match                                       | 11:45 |
| 7                                  | Jay Lethal pokonał A.J. Stylesa (z Rikiem Flairem)                                   | Singles match                                              | 16:45 |
| 8                                  | Jeff Hardy i Mr. Anderson pokonali Beer Money, Inc.(Jamesa Storma i Roberta Roode'a) | Tag team match                                             | 13:55 |
| 9                                  | Rob Van Dam (c) pokonał Stinga                                                       | Singles match o TNA World Heavyweight Championship         | 10:58 |
| (c) – mistrz/mistrzyni przed walką |                                                                                      |                                                            |       |

### IX
Slammiversary IX – gala wrestlingu wyprodukowana przez Total Nonstop Action Wrestling (TNA). Odbyła się 12 czerwca 2011 w Impact Zone w Orlando na Florydzie. Była to siódma gala z cyklu Slammiversary oraz szóste wydarzenie pay-per-view TNA w 2011 roku.
Karta wydarzenia oferowała osiem starć.
| Nr                                 | Wyniki | Stypulacje                                                                                                 | Czas  |
| ---------------------------------- | --- | --- | ----- |
| 1                                  | Gun Money (James Storm i Alex Shelley) (z Bobbym Roodem) (c) pokonali The British Invasion (Douglasa Williamsa i Magnusa) | Tag Team match o TNA World Tag Team Championship                                                           | 10:57 |
| 2                                  | Matt Morgan pokonał Scotta Steinera                                                                                       | Singles match                                                                                              | 9:20  |
| 3                                  | Abyss (c) pokonał Kazariana i Briana Kendricka                                                                            | 3-Way match o TNA X Division Championship                                                                  | 12:05 |
| 4                                  | Crimson pokonał Samoa Joego                                                                                               | Singles match                                                                                              | 10:33 |
| 5                                  | Mickie James (c) pokonała Angelinę Love (z Winter)                                                                        | Singles match o TNA Women's Knockout Championship                                                          | 8:03  |
| 6                                  | Bully Ray pokonał A.J. Stylesa                                                                                            | Last Man Standing match                                                                                    | 20:18 |
| 7                                  | Mr. Anderson pokonał Stinga (c)                                                                                           | Singles match o TNA World Heavyweight Championship                                                         | 15:52 |
| 8                                  | Kurt Angle pokonał Jeffa Jarretta                                                                                         | Singles match o miano pretendenckie do TNA World Heavyweight Championship i złoty medal olimpijski Angle'a | 17:42 |
| (c) – mistrz/mistrzyni przed walką | | |       |

### 10
Slammiversary 10 – gala wrestlingu wyprodukowana przez Total Nonstop Action Wrestling (TNA). Odbyła się 10 czerwca 2012 w College Park Center w Arlington w stanie Teksas. Była to ósma gala z cyklu Slammiversary oraz szóste wydarzenie pay-per-view TNA w 2012 roku.
Karta gali oferowała dziewięć walk.
| Nr                                 | Wyniki                                                                                                   | Stypulacje                                                                 | Czas  |
| ---------------------------------- | --- | -------------------------------------------------------------------------- | ----- |
| 1                                  | Austin Aries (c) pokonał Samoa Joego                                                                     | Singles match o TNA X Division Championship                                | 11:44 |
| 2                                  | Hernandez pokonał Kida Kasha                                                                             | Singles match                                                              | 5:50  |
| 3                                  | Devon i Garett Bischoff pokonali Robbiego E i Robbiego T                                                 | Tag Team match                                                             | 5:55  |
| 4                                  | Mr. Anderson pokonał Roba Van Dama i Jeffa Hardy'ego                                                     | Three-Way match o miano pretendenckie o TNA World Heavyweight Championship | 11:22 |
| 5                                  | James Storm pokonał Crimsona                                                                             | Singles match                                                              | 2:07  |
| 6                                  | Miss. Tessmacher pokonała Gail Kim (c)                                                                   | Singles match o TNA Women's Knockout Championship                          | 7:16  |
| 7                                  | Joseph Park pokonał Bully'ego Raya                                                                       | No Disqualification match                                                  | 10:20 |
| 8                                  | A.J. Styles i Kurt Angle pokonali Bad Influence (Christophera Danielsa i Kazariana) (c) poprzez poddanie | Tag Team match o TNA World Tag Team Championship                           | 14:20 |
| 9                                  | Bobby Roode (c) pokonał Stinga                                                                           | Singles match o TNA World Heavyweight Championship                         | 12:09 |
| (c) – mistrz/mistrzyni przed walką | |                                                                            |       |

### XI
Slammiversary XI – gala wrestlingu wyprodukowana przez Total Nonstop Action Wrestling (TNA). Odbyła się 2 czerwca 2013 w Agganis Arena w Boston w stanie Massachusetts. Była to dziewiąta gala z cyklu Slammiversary oraz trzecie wydarzenie pay-per-view TNA w 2013 roku.
Karta wydarzenia obejmowała dziewięć walk.
| Nr                                 | Wyniki | Stypulacje                                                         | Czas  |
| ---------------------------------- | --- | ------------------------------------------------------------------ | ----- |
| 1                                  | Chris Sabin pokonał Kenny'ego Kinga (c) i Suicide'a | Ultimate X match o TNA X Division Championship                     | 15:25 |
| 2                                  | Magnus, Samoa Joe i Jeff Hardy pokonali Aces & Eights (Wesa Brisco, Garretta Bischoffa i Mr. Andersona)                                                  | Six-man Tag Team match                                             | 10:08 |
| 3                                  | Jay Bradley pokonał Sama Shawa | Singles match                                                      | 4:57  |
| 4                                  | Devon (c) (z Knuxem pokonał Abyssa poprzez wyliczenie pozaringowe                                                                                        | Singles match o TNA Television Championship                        | 0:32  |
| 5                                  | Abyss pokonał Devona (c) (z Knuxem) | Singles match o TNA Television Championship                        | 4:50  |
| 6                                  | Gunner i James Storm pokonali Bobby'ego Roode'a i Austina Ariesa, Chavo Guerrero i Hernandeza (c) oraz Bad Influence (Christophera Danielsa i Kazariana) | 4-Way Elimination Tag Team match o TNA World Tag Team Championship | 16:43 |
| 7                                  | Taryn Terrell pokonała Gail Kim | Last Knockout Standing match                                       | 9:21  |
| 8                                  | Kurt Angle pokonał A.J. Stylesa | Singles match                                                      | 15:45 |
| 9                                  | Bully Ray (c) pokonał Stinga | No Holds Barred match o TNA World Heavyweight Championship         | 14:23 |
| (c) – mistrz/mistrzyni przed walką | |                                                                    |       |

#### Four-way elimination tag team match
| Eliminacja | Drużyna                                        | Wyeliminowana przez | Sposób wyeliminowania                                         |
| ---------- | ---------------------------------------------- | ------------------- | ------------------------------------------------------------- |
| 1          | Bad Influence (Christopher Daniels i Kazarian) | Dyskwalifikacja     | Daniel zaatakował Guerrero pasem mistrzowskim                 |
| 2          | Chavo Guerrero i Hernandez (c)                 | Austin Aries        | Aries przypiął Guerrero po tym, jak został uderzony pasem     |
| 3          | Austin Aries i Bobby Roode                     | Gunner              | Aries został zmuszony do poddania po akcji Gunnera – Gun Rack |
| Zwycięzcy: | Gunner i James Storm                           |                     |                                                               |

### XII
Slammiversary XII – gala wrestlingu wyprodukowana przez Total Nonstop Action Wrestling (TNA). Odbyła się 15 czerwca 2014 w College Park Center w Arlington w stanie Teksas. Była to dziesiąta gala z cyklu Slammiversary oraz trzecie wydarzenie pay-per-view TNA w 2014 roku.
Karta wydarzenia zapowiadała dziewięć walk.
| Nr                                 | Wyniki | Stypulacje                                                           | Czas  |
| ---------------------------------- | --- | -------------------------------------------------------------------- | ----- |
| 1                                  | Sanada (c) pokonał Manika, Tigre Uno, Daveya Richardsa, Eddiego Edwardsa i Crazzy Steve'a (z Knuxem, Rebel i The Freakiem)                         | 6-Man Ladder match o TNA X Division Championship                     | 9:41  |
| 2                                  | Bobby Lashley pokonał Samoa Joego | Singles match o miejsce w walce o TNA World Heavyweight Championship | 8:54  |
| 3                                  | Magnus (z Bramem) pokonał Willowa (z Abyssem) | Singles match                                                        | 10:01 |
| 4                                  | Austin Aries pokonał Kenny'ego Kinga | Singles match o miejsce w walce o TNA World Heavyweight Championship | 10:01 |
| 5                                  | The Von Erichs (Marshall Von Erich i Ross Von Erich) (z Kevinem Von Erichem) pokonali The BroMans (Jessiego Godderza i DJ Z) przez dyskwalifikację | Tag Team match                                                       | 5:13  |
| 6                                  | Angelina Love (c) (z Velvet Sky) pokonała Gail Kim                                                                                                 | Singles match o TNA Women's Knockout Championship                    | 6:43  |
| 7                                  | Ethan Carter III (z Rockstar Spudem i Dixie Carter) pokonał Bully'ego Raya                                                                         | Texas Death match                                                    | 17:12 |
| 8                                  | Mr. Anderson pokonał Jamesa Storma | Singles match                                                        | 5:30  |
| 9                                  | Eric Young (c) pokonał Bobby'ego Lashleya i Austina Ariesa                                                                                         | Three-way Steel Cage match o TNA World Heavyweight Championship      | 12:11 |
| (c) – mistrz/mistrzyni przed walką | |                                                                      |       |

### 2015
Slammiversary (2015) – gala wrestlingu wyprodukowana przez Total Nonstop Action Wrestling (TNA). Odbyła się 28 czerwca 2015 w Impact Zone w Orlando na Florydzie. Była to jedenasta gala z cyklu Slammiversary oraz pierwsze wydarzenie pay-per-view TNA w 2015 roku.
Karta gali zapowiadała osiem walk.
| Nr                                 | Wyniki                                                                                                   | Stypulacje                                                                                         | Czas  |
| ---------------------------------- | --- | -------------------------------------------------------------------------------------------------- | ----- |
| 1                                  | Tigre Uno (c) pokonał Manika i DJZ                                                                       | 3-Way Elimination match o TNA X Division Championship                                              | 12:07 |
| 2                                  | Robbie E pokonał Jessiego Godderza                                                                       | Singles match                                                                                      | 11:23 |
| 3                                  | Bram pokonał Matta Morgana                                                                               | Street Fight                                                                                       | 9:32  |
| 4                                  | Austin Aries pokonał Daveya Richardsa                                                                    | Singles match Zwycięzca wybiera stypulację walki o TNA World Tag Team Championship na Bell to Bell | 17:26 |
| 5                                  | Awesome Kong i Brooke pokonały The Dollhouse (Taryn Terrell, Jade i Marti Bell)                          | 3-on-2 Handicap match                                                                              | 8:06  |
| 6                                  | James Storm pokonał Magnusa                                                                              | Non-sanctioned match                                                                               | 16:39 |
| 7                                  | Ethan Carter III i Tyrus pokonali Bobby'ego Lashleya i Mr. Andersona                                     | Tag Team match                                                                                     | 10:13 |
| 8                                  | Jeff Jarrett (z Karen Jarrett) pokonał Matta Hardy'ego, Erika Younga, Bobby'ego Roode'a i Drew Gallowaya | King of the Mountain match o TNA King of the Mountain Championship                                 | 21:48 |
| (c) – mistrz/mistrzyni przed walką | | |       |

#### Three-way elimination match
| Eliminacja | Wrestler  | Wyeliminowany przez | Sposób eliminacji                                                       |
| ---------- | --------- | ------------------- | ----------------------------------------------------------------------- |
| 1          | DJ Z      | Tigre Uno           | Tigre Uno przypiął DJ-a Z po wykonaniu split-legged corkscrew senton    |
| 2          | Manik     | Tigre Uno           | Tigre Uno przypiął Manika po wykonaniu po split-legged corkscrew senton |
| Zwycięzca: | Tigre Uno | Tigre Uno           | Tigre Uno                                                               |

#### King of the Mountain match
| Lp.        | Wrestler      | Wrestler przypięty lub zmuszony do poddania | Sposób                             |
| ---------- | ------------- | ------------------------------------------- | ---------------------------------- |
| 1          | Bobby Roode   | Jeff Jarrett                                | Przypięty za pomocą schoolboya     |
| 2          | Eric Young    | Jeff Jarrett                                | Przypięty po DDT                   |
| 3          | Matt Hardy    | Bobby Roode                                 | Przypięty po Twist of Fate         |
| 4          | Drew Galloway | Eric Young                                  | Przypięty za pomocą jacknife cover |
| 5          | Jeff Jarrett  | Bobby Roode                                 | Przypięty po uderzeniu gitarą      |
| Zwycięzca: | Jeff Jarrett  | —                                           | Powiesił tytuł na haku             |